# Primeiro círculo eleitoral de Mayotte
O primeiro círculo eleitoral de Mayotte é um círculo eleitoral legislativo francês na ilha de Mayotte.

### Situação

Mapa do primeiro círculo eleitoral da ilha de Mayotte.Desde a Portaria nº 2009-935 de 29 de julho de 2009, ratificada pelo Parlamento francês em 21 de janeiro de 2010.O primeiro círculo eleitoral de Mayotte, inclui as seguintes divisões administrativas : Acoua, Bandraboua, Dzaoudzi, Koungou, Mamoudzou-I, Mamoudzou-II, Mtsamboro et Pamandzi.

## Deputados
| Election | Member              | Party    |
| -------- | ------------------- | -------- |
| 1998     | Henry Jean-Baptiste | UDF      |
| Election | Member              | Party    |
| 2002     | Mansour Kamardine   | UMP      |
| Election | Member              | Party    |
| 2007     | Abdoulatifou Aly    | MoDem    |
| Election | Member              | Party    |
| 2012     | Boinali Saïd        | DVG      |
| Election | Member              | Party    |
| 2018     | Ramlati Ali         | DVG/LREM |
| Election | Member              | Party    |
| 2022     | Estelle Youssouffa  | LIOT     |